# Közép-Magyarország
Hungría Central (en húngaro: «Közép-Magyarország») es una región estadística (NUTS 1 y NUTS 2) de Hungría. Közép-Magyarország agrupa un condado húngaro, Pest, y la capital del país, Budapest, que es además la capital de Hungría Central. 

## Ciudades más pobladas
| Ciudad            | Población (2009) |
| ----------------- | ---------------- |
| Budapest          | 1.712.210        |
| Érd               | 63.669           |
| Cegléd            | 38.318           |
| Dunakeszi         | 37.153           |
| Gödöllő           | 33.575           |
| Vác               | 33.381           |
| Szigetszentmiklós | 32.340           |
| Budaörs           | 28.272           |
| Szentendre        | 25.401           |
| Nagykőrös         | 25.105           |
| Gyál              | 23.220           |
| Vecsés            | 20.550           |
| Dunaharaszti      | 19.491           |